# Davide Duca
Davide Duca (Marino, 30 marzo 1987) è un rugbista a 15 italiano, mediano d'apertura dell'Union Barbezieux Jonzac in Fédérale 1 francese.

## Biografia
Nato come terza linea, fu trasformato in tre quarti centro quando, lasciato il Frascati, fu ammesso all'Accademia federale; grazie all'abilità al piede fu impiegato anche come mediano d'apertura, che fu il ruolo che poi divenne quello con cui iniziò la carriera professionistica.
Nella rosa del Benetton nel 2008, vinse con il club il Super 10 2008-09; fu successivamente al Veneziamestre e al Rovigo per un triennio, dove sfiorò il titolo nella finale del 2010-11 persa in casa contro Petrarca.
Da lì, nel 2013, decise di lasciare l'Italia e trasferirsi in Francia all'Angoulême; con tale club, all'epoca in Fédérale 1, la terza serie nazionale francese, fu promosso nel 2016 in Pro D2, la seconda divisione.
Nel 2017 firma un contratto con un'altra squadra di Fédérale 1, il Langon.

## Palmarès
- Campionati italiani: 1
Benetton: 2008-09